# Maypacius stuhlmanni
Maypacius stuhlmanni är en spindelart som först beskrevs av Friedrich Wilhelm Bösenberg och Lenz 1895.  Maypacius stuhlmanni ingår i släktet Maypacius och familjen vårdnätsspindlar. Inga underarter finns listade i Catalogue of Life.